# Методієво (Добрицька область)
Мето́дієво (болг. Методиево) — село в Добрицькій області Болгарії. Входить до складу общини Добричка.

## Населення
За даними перепису населення 2011 року у селі проживала 231 особа.
Національний склад населення села:
| Національність   | Кількість осіб | Відсоток |
| ---------------- | -------------- | -------- |
| болгари          | 148            | 64,6%    |
| цигани           | 63             | 27,5%    |
| турки            | 11             | 4,8%     |
| інша             | 7              | 3,1%     |
| не визначились   | 0              | 0%       |
| Всього відповіли | 229            |          |

Розподіл населення за віком у 2011 році:
Динаміка населення: